# Sarcolaena multiflora
Sarcolaena multiflora là một loài thực vật thuộc họ Sarcolaenaceae. Đây là loài đặc hữu của Madagascar. Môi trường sống tự nhiên của chúng là vùng bờ biển cát. Chúng hiện đang bị đe dọa vì mất môi trường sống.